# Faraday-Medaille (Elektrochemie)
Die Faraday-Medaille (Faraday Medal)  ist eine Auszeichnung, die von der Electrochemistry Group der Royal Society of Chemistry seit 1977 an international herausragende, nicht in Großbritannien arbeitende Elektrochemiker vergeben wird, zunächst unregelmäßig, inzwischen jährlich.

## Preisträger
- 1977 Veniamin Grigorievich Levich
- 1981 John O’M. Bockris, Texas A&M University
- 1983 Jean-Michel Savéant
- 1985 Michel Armand
- 1987 Heinz Gerischer, Fritz-Haber-Institut der Max-Planck-Gesellschaft
- 1991 David A. J. Rand, CSIRO Division of Mineral Chemistry, Port Melbourne
- 1994 Stanley Bruckenstein, University at Buffalo
- 1995 Michael J. Weaver (1947–2002), Purdue University
- 1996 Adam Heller, University of Texas
- 1998 Wolf Vielstich, Universität Bonn
- 1999 Philippe Allongue, CNRS
- 2000 Alan Maxwell Bond (* 1946), Monash University
- 2001 Michael Grätzel, École polytechnique fédérale de Lausanne
- 2002 Henry S. White, University of Utah
- 2003 Dieter M. Kolb, Universität Ulm
- 2004 Daniel A. Scherson, Case Western Reserve University
- 2005 Robert Mark Wightman, University of North Carolina
- 2006 Hubert H. Girault, École polytechnique fédérale de Lausanne
- 2007 Christian Amatore, CNRS
- 2008 Nathan S. Lewis, California Institute of Technology
- 2009 Reginald M. Penner, University of California, Irvine
- 2011 Héctor D. Abruña, Cornell University
- 2012 Zhong-Qun Tian, Xiamen University
- 2013 Nenad Markovic, Argonne National Laboratory
- 2014 Masatoshi Osawa, Universität Hokkaido
- 2015 Richard Crooks, University of Texas at Austin
- 2016 Justin Gooding, University of New South Wales
- 2017 Marc Koper, Universität Leiden
- 2018 Yang Shao-Horn, Massachusetts Institute of Technology
- 2019 Martin Winter, Universität Münster, Forschungszentrum Jülich
- 2020 Shirley Meng, University of California, San Diego
- 2021 Peter Strasser, Technische Universität Berlin
- 2022 Beatriz Roldán Cuenya, Fritz-Haber-Institut der Max-Planck-Gesellschaft
- 2023 Yi-Tao Long, Nanjing University
- 2024 Bilge Yıldız, Massachusetts Institute of Technology[1]